# 1984 في كندا
فيما يلي قوائم الأحداث التي وقعت خلال عام 1984 في كندا.

## سياسة

### تعيين في المنصب
- 30 يونيو – جان كريتيان نائب رئيس وزراء كندا [الإنجليزية]‏.
- 4 سبتمبر – جان شاريه عضو مجلس العموم الكندي.
- 17 سبتمبر – مارتن مولروني رئيس وزراء كندا.

### انتهاء فترة المنصب
- 15 يناير – جان سوفي رئيس مجلس العموم الكندي [الإنجليزية]‏، عضو مجلس العموم الكندي.
- 30 يونيو – بيير ترودو عضو مجلس العموم الكندي، رئيس وزراء كندا.
- 4 سبتمبر – مارتن مولروني عضو مجلس العموم الكندي،زعيم المعارضة الرسمية [الإنجليزية]‏.
- 17 سبتمبر – جان كريتيان نائب رئيس وزراء كندا [الإنجليزية]‏.

## رياضة
- 17 يونيو – جائزة كندا الكبرى 1984 الفائز نيلسون بيكيه.

## برامج ومسلسلات وأنمي
- المحقق غادجيت

## كتب
من الكتب التي صدرت هذه السنة في كندا:
- 1 يوليو – نيورومانسر من تأليف ويليام جيبسون.

## مواليد

### يناير
- 1 يناير – أنيتا سركيسيان
- 1 يناير – جيسيكا تريسكو ناشطة كندية.
- 1 يناير – ناتالي مورين
- 14 يناير – ميا مارتينا مغنية كندية.

### فبراير
- 21 فبراير – أولو فاموتيمي لاعب كرة سلة كندي.

### مارس
- 4 مارس – شارين هاسكل سياسية إسرائيلية.
- 13 مارس – نويل فيشر ممثل كندي.
- 15 مارس – ليزان ميرفي لاعبة كرة سلة كندية.

### أبريل
- 2 أبريل – شون روبرتس ممثل كندي.
- 15 أبريل – ستيف رولز

### مايو
- 4 مايو – جينيفر هولاند ممثلة كندية.
- 7 مايو – كيفن أوينز مصارع محترف كندي.
- 7 مايو – كيم جوشر
- 16 مايو – إيسي ناكاجيما فاران لاعب كرة قدم كندي.

### يونيو
- 14 يونيو – ريان جونز لاعب هوكي جليد كندي.
- 28 يونيو – مايكل فريزر لاعب كرة سلة كندي.

### يوليو
- 1 يوليو – جاريد كيسو ممثل كندي.
- 4 يوليو – ليفون كيندال لاعب كرة سلة كندي.
- 6 يوليو – فيل لو غريكو
- 11 يوليو – تانيت بيلبن
- 11 يوليو – سيريندا سوان ممثلة كندية.
- 12 يوليو – سامي زين مصارع محترف كندي.
- 30 يوليو – جوشوا بارثولوميو

### أغسطس
- 3 أغسطس – كايل شميد ممثل كندي.
- 12 أغسطس – كيفن بيزير

### سبتمبر
- 19 سبتمبر – كيفين زيغرس ممثل كندي.
- 22 سبتمبر – لورا فاندرفورت ممثلة كندية.
- 26 سبتمبر – فرانك دانسيفيك لاعب كرة مضرب كندي.
- 27 سبتمبر – آفريل لافين مغنية روك وبوب وكاتبة أغان كندية.

### أكتوبر
- 1 أكتوبر – كيلي كرايغ
- 3 أكتوبر – جيسيكا باركر كينيدي ممثلة كندية.
- 11 أكتوبر – مارثا ماسيساك
- 24 أكتوبر – سلطانا فريزل منافِسة أوليمبية كندية.

### نوفمبر
- 1 نوفمبر – فيل فيش
- 2 نوفمبر – تمارا هوب ممثلة كندية.

### ديسمبر
- 17 ديسمبر – أنتوي أتواهين

## وفيات

### فبراير
- 26 فبراير – جاك ماكنزي (مواليد 1888)

### سبتمبر
- 14 سبتمبر – لو برويلارد (مواليد 1911) ملاكم كندي.